# Уолш, Дэниел
Дэниел Уолш (англ. Daniel Walsh; род. 31 мая 1979, Норуолк) — американский гребец, выступавший за сборную США по академической гребле в период 1997—2011 годов. Бронзовый призёр летних Олимпийских игр в Пекине, обладатель бронзовой медали чемпионата мира, победитель и призёр многих регат национального значения.

## Биография
Дэниел Уолш родился 31 мая 1979 года в городе Норуолк, штат Коннектикут.
Заниматься академической греблей начал в 1991 году. Состоял в гребной команде во время учёбы в Северо-Восточном университете, неоднократно принимал участие в различных студенческих регатах.
Дебютировал в гребле на международной арене в 1997 году, выступив в распашных рулевых двойках на юниорском мировом первенстве в Бельгии.
В 2001 году вошёл в основной состав американской национальной сборной и выступил на взрослом чемпионате мира в Люцерне, где в зачёте рулевых четвёрок финишировал шестым.
На мировом первенстве 2002 года в Севилье стартовал в безрульных двойках, сумел квалифицироваться лишь в утешительный финал C и расположился в итоговом протоколе соревнований на 14 строке.
В 2003 году на чемпионате мира в Милане занял седьмое место в безрульных четвёрках.
Присутствовал в качестве запасного гребца на Олимпийских играх 2004 года в Афинах, однако выйти здесь на старт ему так и не довелось.
На чемпионате мира 2005 года в Гифу стал девятым в программе парных четвёрок.
В 2006 году побывал на мировом первенстве в Итоне, откуда привёз награду бронзового достоинства, выигранную в восьмёрках.
На чемпионате мира 2007 года в Мюнхене показал в восьмёрках четвёртый результат.
Благодаря череде удачных выступлений удостоился права защищать честь страны на летних Олимпийских играх 2008 года в Пекине. В составе экипажа-восьмёрки в финале пришёл к финишу третьим позади команд из Канады и Великобритании — тем самым завоевал бронзовую олимпийскую медаль.
После пекинской Олимпиады Уолш остался в составе гребной команды США и продолжил принимать участие в крупнейших международных регатах. Так, в 2010 году в восьмёрках он финишировал шестым на чемпионате мира в Карапиро.
В 2011 году в восьмёрках занял четвёртое место на этапе Кубка мира в Люцерне и восьмое место на мировом первенстве в Бледе. Вскоре по окончании этих соревнований принял решение завершить спортивную карьеру.